# Зернолуск золотодзьобий
Зернолу́ск золотодзьобий (Saltator aurantiirostris) — вид горобцеподібних птахів родини саякових (Thraupidae). Мешкає в Південній Америці.

## Підвиди
Виділяють шість підвидів:
- S. a. iteratus Chapman, 1927 — Анди на півночі Перу (Кахамарка, Амазонас, Ла-Лібертад, Анкаш);
- S. a. albociliaris (Philippi & Landbeck, 1861) — Анди в Перу (Анкаш, Уануко) та на півночі Чилі (Аріка);
- S. a. hellmayri Bond, J & Meyer de Schauensee, 1939 — Болівійські Анди;
- S. a. aurantiirostris Vieillot, 1817 — від південної Болівії до Парагваю, північної Аргентини і південної Бразилії;
- S. a. parkesi Cardoso da Silva, 1990 — південно-східна Бразилія, Уругвай і північно-східна Аргентина;
- S. a. nasica Wetmore & Peters, JL, 1922 — захід центральної Аргентини (Ла-Ріоха, Мендоса і західна Ла-Пампа).

## Поширення і екологія
Золотодзьобі зернолуски мешкають в Перу, Болівії, Бразилії, Парагваї, Уругваї і Аргентині. Вони живуть в сухих тропічних лісах і чагарникових заростях, у вологих саванах та у високогірних чагарникових заростях Гран-Чако. Зустрічаються до 3600 м над рівнем моря.